# Friendsville (Maryland)
Friendsville – miasto w Stanach Zjednoczonych, w stanie Maryland, w hrabstwie Garrett.